# مزرعة مشترك محمدي
مزرعة مشترك محمدي (بالإنجليزية: Mazraeh-ye Mashtork Mohammadi)‏ هي human-geographic territorial entity تقع في غلستان في إيران. يقدر عدد سكانها بـ 274 نسمة .